# Meno Burg
Meno Burg (n. 9 octombrie 1789, Berlin – d. 26 august 1853, Berlin), numit cu respect în germană și Judenmajor (maiorul evreu), a fost timp îndelungat primul ofițer prusac evreu, maior și instructor de artilerie în armata regală prusacă. Burg a atins gradul militar cel mai înalt pe care îl putea atinge un evreu în secolul XIX într-o armată prusacă. Aceasta este o dovadă că meritele unui evreu în armata prusacă nu erau la fel apreciate ca și meritele unui creștin. Burg moare în anul 1853 în Berlin ca urmare a unei epidemii de holeră. El este înmormântat în cimitirul evreiesc de pe strada Schönhauser Allee; la înmormântare au luat parte cca 60.000 de persoane care l-au însoțit pe maior pe ultimul său drum.